# Bars and Melody
Bars and Melody (talvolta abbreviato in B.A.M) è un gruppo britannico composto dal rapper Leondre Devries e dal cantante Charlie Lenehan. Hanno preso parte all'ottava serie di Britain's Got Talent nel 2014 aggiudicandosi il terzo posto.
Dopo la partecipazione al talent show hanno firmato un contratto con la Syco Music. Il loro singolo di esordio "Hopeful" è stato pubblicato il 7 luglio 2014. Hanno deciso di chiamare i loro fan Bambinos o, dal 2019, BamFam.

## Background
Il rapper Leondre "Bars" Devries e il cantante Charlie "Melody" Lenehan si sono incontrati per la prima volta nel settembre 2013 via Facebook, e decisero di formare un duo.

## Storia del gruppo

### L'esordio aBritain's Got Talent
L'8 febbraio 2014 Bars and Melody parteciparono al provino di Britain's Got Talent tenutosi a Manchester. Hanno eseguito una canzone basata su "Hope" di Twista e Faith Evans, sostituendo i versi originali con quelli riguardanti lotta al bullismo. Dopo l'audizione, il pubblico ha iniziato ad applaudire e a gridare "Push the gold!", riferendosi al Golden Buzzer, premuto poi da Simon Cowell permettendo loro di andare direttamente alla semifinale. La loro audizione è stata vista su YouTube oltre 210 milioni di volte ed è l'audizione a Britain's Got Talent più vista in assoluto.
Prima delle semifinali, sono stati intervistati da The Ellen DeGeneres Show negli Stati Uniti d'America. Durante la semifinale del 29 maggio, si sono esibiti in "I'll Be missing you" di Puff Daddy e Faith Evans, con nuovi versi riguardanti qualcuno che aveva da poco perso un amico. Durante la performance il pubblico ha acceso una candelina. Hanno vinto la semifinale e sono andati in finale dove hanno cantato la canzone che avevano presentato alle audizioni aggiudicandosi il terzo posto dietro Lucy Kay e i primi arrivati, i Collabro dopo aver ricevuto il 14,3% del voto finale.

### 2014 - 2015:143
Pur non vincendo, il 15 giugno 2014 i Bars and Melody hanno firmato un contratto discografico da £ 500 000 con la Syco di Simon Cowell. Il video musicale della loro prima canzone "Hopeful" è stato pubblicato su YouTube il 7 luglio (che ha raggiunto 125 milioni di visualizzazioni), mentre il singolo di esordio è stato pubblicato il 27 luglio andando rapidamente al numero cinque della Official Singles Chart.
Il 21 agosto 2015 pubblicano il loro album di esordio 143, raggiungendo il quarto posto dell'UK Album chart il 28 agosto 2015 e arrivando al disco di platino in Polonia. Per promuovere l'album, porteranno il loro tour in Gran Bretagna, Paesi Bassi e Polonia.

### 2016:Teen Spirit
Dopo un breve tour nel Regno Unito, pubblicano il loro EP "Teen Spirit" con la Syco e portano il loro tour in Australia e Giappone e poi di nuovo in Europa in Germania e Svizzera.

### 2017:Generation Z
Ad aprile annunciano la pubblicazione del loro nuovo album"Generation Z" prevista per settembre dello stesso anno, rilasciandone il primo singolo "Faded" il 14 aprile. Il 27 maggio rilasciano una nuova canzone che anticipa l'album dal titolo "Thousand Years", il quale video raggiungerà 28 milioni di visualizzazioni (dicembre 2019). Il primo settembre pubblicano l'album "Generation Z" che conta 13 canzoni totali, tra cui i singoli "Fast Car", "Live Your Life" e "I Won't Let You Go".

### 2018
Dopo aver girato l'Europa con il loro "Generation Z Tour", il 12 ottobre 2018 torneranno nuovamente a trattare il tema dell'anti-bullismo pubblicando un nuovo singolo, "Put Ü First", accompagnato dal videoclip ufficiale. Inoltre, porteranno il loro tour anche in Giappone.

### 2019
A inizio 2019 annunciano su Instagram un altro singolo che uscirà l'8 marzo 2019: "Love To See Me Fail" insieme al video ufficiale. Poche settimane dopo partiranno per il loro "Choke Tour" che terminerà a metà maggio dello stesso anno. Il 26 luglio pubblicano ancora un singolo "Waiting For The Sun" che sarà incluso nel nuovo album. Lo stesso giorno vengono rilasciati su YouTube, in collaborazione con Vevo, una performance live di "Love to See Me Fail" e una di "Waiting For The Sun". Tra settembre e ottobre partecipano a Britain's Got Talent: The Champions, uno spin-off del programma televisivo Britan's Got Talent al quale parteciparono nel 2014, che ospita alcuni dei concorrenti storici della versione inglese e non solo del famoso Talent televisivo. Alla loro prima apparizione cantano il singolo "Waiting for the Sun" che permette loro, tramite il voto del pubblico, di accedere alla finale dove, invece, canteranno il nuovo singolo "Lightouse". Quest'ultimo singolo viene rilasciato il 3 ottobre e l'indomani ne viene caricato su YouTube il video ufficiale che raccoglierà 2,6 milioni di visualizzazioni (dicembre 2019). In seguito alla pubblicazione del singolo, danno via a un altro tour nel Regno Unito tra ottobre e novembre, il "Lighthouse Tour". A dicembre nei profili Instagram ufficiali di Leondre, Charlie e del duo compare il simbolo "¥•¥" che annuncia un nuovo album in uscita nel 2020, "SADBOI" il quale, oltre a contenere i singoli già pubblicati, includerà anche "Teenage Romance" in collaborazione con il cantante tedesco Mike Singer, rilasciato il 13 dicembre 2019 e accompagnato dal video ufficiale che, in meno di 20 giorni, accumulerà più di 700 000 visualizzazioni. In seguito all'annuncio dell'album "SADBOI", previsto per il 6 marzo 2020, viene annunciato anche un nuovo tour europeo: "Sadboi tour".

### 2020:SADBOI
Il 6 gennaio 2020 annunciano su Instagram le tappe del loro tour europeo SADBOI TOUR, per un totale di venti tappe dal 30 marzo 2020 al 4 maggio dello stesso anno. Inoltre, il 22 gennaio, sempre su instagram, comunicano la loro unione con la Universal Music Group.
Il 28 gennaio partecipano ad America's Got Talent: The Champions, con il loro singolo "Lighthouse", venendo però eliminati. Tuttavia, la loro performance otterrà un importante apprezzamento da parte del pubblico.
Il giorno dopo, il 29 gennaio, annunciano, nuovamente tramite Instagram, la tracklist del loro nuovo album "SADBOI". L'album contiene dodici tracce, tra cui i precedenti singoli "Love to see me fail", "Waiting for the Sun", "Lighthouse" e "Teenage Romance". La pubblicazione era fissata per il 6 marzo, ma visto l'insorgere di particolari problemi legati alla spedizione è stata rimandata al 27 marzo 2020. Il 6 marzo rilasciano un nuovo singolo, "Ain't got you", accompagnato dal music video su YouTube. Il 13 marzo, invece, sorprendono i fan con la pubblicazione di "Invisible", anch'esso contenuto in SADBOI. Il 27 marzo esce finalmente il nuovo album che esordirà nella Offizielle Deutsche Charts, classifica album tedesca, al 75º posto, rimanendo in classifica per una settimana. A fine marzo, vista la situazione mondiale legata alla COVID-19, il loro tour europeo viene posticipato, alcune date saranno direttamente cancellate, altre solo rimandate. Nonostante questo, il 4 maggio annunciano il loro nuovo tour negli Stati Uniti d'America. Il primo giugno lanciano una nuova linea di moda tramite il loro nuovo shop sadboi store. Il 14 settembre, invece, pubblicano il video musicale del brano "Bloodshots", contenuto in SADBOI.

## Membri del gruppo

### Charlie Lenehan
Charlie Joe Lenehan-Green (nato il 27 ottobre 1998), è di Frampton Cotterell vicino a Bristol, Inghilterra. Ai tempi dell'esordio a Britain's Got Talent, nel 2014, frequentava la Winterbourne International Academy; viveva con la madre Karen, che è una cuoca alla Gillingstool School, e con la sorella Brooke, nata nel 2006. Ha cominciato a cantare solo all'età di 11 anni quando fu scelto in una band della scuola.

### Leondre Devries
Leondre Antonio Devries (nato il 6 ottobre 2000), è di Port Talbot, Galles. Nel 2014, anno di partecipazione a Britain's Got Talent, frequentava la Glan Afan Comprehensive School; viveva col padre Antonio, muratore, con il quale avrà particolari problemi anche legali, e la madre Victoria, personal trainer, la sorella minore, Matilda, e i tre fratelli maggiori, Ben, Joseph e Jacob. Prima di formare il duo Bars and Melody, cantava con il nome di "Little Dre".

## Discografia
Album in studio
| Anno                                                    | Titolo       | Migliore posizione | Migliore posizione | Migliore posizione | Migliore posizione |     | CERTIFICAZIONI |
| Anno                                                    | Titolo       | UK                 | IRE                | POL                | SCO                | GER | CERTIFICAZIONI |
| ------------------------------------------------------- | ------------ | ------------------ | ------------------ | ------------------ | ------------------ | --- | -------------- |
| 2015                                                    | 143          | 4                  | 11                 | 31                 | 12                 | –   | ZPAV: Platino  |
| 2017                                                    | Covers       | –                  | –                  | –                  | –                  | –   | –              |
| 2017                                                    | Generation Z | 83                 | –                  | 3                  | 54                 | –   | –              |
| 2020                                                    | SADBOI       | –                  | –                  | –                  | –                  | 75  | –              |
| "–" indica un album non in classifica o non rilasciato. |              |                    |                    |                    |                    |     |                |

EP
| Anno | Titolo      | Miglior posizione | Miglior posizione | Miglior posizione | Miglior posizione |
| Anno | Titolo      | UK                | IRE               | POL               | SCO               |
| ---- | ----------- | ----------------- | ----------------- | ----------------- | ----------------- |
| 2014 | Hopeful     | –                 | –                 | –                 | –                 |
| 2016 | Teen Spirit | 49                | 85                | 4                 | 97                |

Singoli
| Anno | Titolo                | Migliore posizione | Migliore posizione | Album        |
| Anno | Titolo                | UK                 | IRE                | Album        |
| ---- | --------------------- | ------------------ | ------------------ | ------------ |
| 2014 | "Hopeful"             | 5                  | 56                 | 143          |
| 2015 | "Keep Smiling"        | 52                 | 43                 | 143          |
| 2015 | "Stay Strong"         | 53                 | 48                 | 143          |
| 2015 | "Stay Young"          | –                  | –                  | 143          |
| 2017 | "I Won't Let You Go"  | –                  | –                  | Generation Z |
| 2018 | "Put u First"         | –                  | –                  |              |
| 2019 | "Love To See Me Fail" | –                  | –                  | SADBOI       |
| 2019 | "Waiting For The Sun" | –                  | –                  | SADBOI       |
| 2019 | "Lighthouse"          | –                  | –                  | SADBOI       |
| 2019 | "Teenage Romance"     | –                  | –                  | SADBOI       |
| 2020 | "Ain't Got You"       | –                  | –                  | SADBOI       |

### Singoli promozionali
| Anno | Titolo                | Album        |
| ---- | --------------------- | ------------ |
| 2015 | "Beautiful"           | 143          |
| 2016 | "Unite (Live Forever) | Teen Spirit  |
| 2016 | "Never Give Up"       | nessun-album |
| 2017 | "Live Your Life"      | Generation Z |
| 2017 | "Faded"               | Generation Z |
| 2017 | "Thousand Years"      | Generation Z |
| 2017 | "Fast Car"            | Generation Z |
| 2020 | "Invisible"           | SADBOI       |
| 2020 | "Bloodshots"          | SADBOI       |